# Comté de Coke
Ne doit pas être confondu avec Comté de Cooke.
Pour les articles homonymes, voir Coke.
Le comté de Coke (en anglais : Coke County) est un comté américain situé dans l'État du Texas. Il est nommé en l'honneur de Richard Coke, homme politique texan de la seconde moitié du XIXe siècle. Le siège du comté est la ville de Robert Lee. Selon le recensement des États-Unis de 2020, la population du comté s'élève à 3 285 habitants. 
Le comté a une superficie de 2 403 km2, dont 2 328 km2 de surfaces terrestres.

## Démographie
| Groupes           | Comté de Coke | Texas | États-Unis |
| ----------------- | ------------- | ----- | ---------- |
| Blancs            | 91,5          | 70,4  | 72,4       |
| Autres            | 5,1           | 10,6  | 6,4        |
| Métis             | 1,9           | 2,5   | 2,7        |
| Amérindiens       | 1,1           | 0,7   | 0,9        |
| Afro-Américains   | 0,2           | 11,9  | 12,6       |
| Asiatiques        | 0,2           | 3,8   | 4,8        |
| Total             | 100           | 100   | 100        |
|                   |               |       |            |
| Latino-Américains | 18,1          | 37,6  | 16,7       |